# The Argyle Case (film 1917)
The Argyle Case è un film muto del 1917 diretto da Ralph W. Ince. Il regista firmò anche - insieme a Frederick Chapin - la sceneggiatura basata sull'omonimo lavoro teatrale di Harriet Ford e Harvey J. O'Higgins, andato in scena a Broadway il 24 dicembre 1912.

## Produzione
Il film fu il primo prodotto dalla Robert Warwick Film che lo produsse insieme alla Harry Rapf Productions. Venne girato negli studios della Biograph. Consulente alla sceneggiatura, il detective William J. Burns.

## Distribuzione
Il copyright del film, richiesto dalla Robert Warwick Film Corp., fu registrato il 6 febbraio 1917 con il numero LP10153.
Distribuito dalla Selznick Distributing Corporation e presentato da Harry Rapf, il film uscì nelle sale cinematografiche statunitensi nel febbraio 1917. Secondo altre fonti, la data di distribuzione corrisponderebbe invece al 15 gennaio 1917.
Non si conoscono copie ancora esistenti della pellicola che viene considerata presumibilmente perduta.

### Altre versioni
Un altro adattamento del lavoro teatrale fu distribuito nel 1929 dalla Warner Bros. sempre con il titolo The Argyle Case. Questa versione fu diretta da Howard Bretherton e interpretata da Thomas Meighan e H. B. Warner.